# 張懷

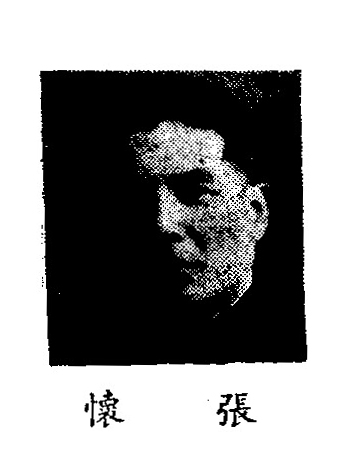

张怀（1896年—1987年1月4日）字百龄，湖南长沙人。中华民国及中华人民共和国政治人物，中国国民党革命委员会成员。

## 生平
早年毕业于长沙的湖南省立第一师范学校，参加驱逐校长张干运动。1919年，加入新民学会。1920年留法勤工俭学。1922年结业于巴黎大学医学预科。1923年，入比利时马林哲学院学习，获得哲学硕士学位。1927年，入鲁汶大学教育学院学习，获教育科学博士学位。1928年后，先后赴英国、法国、意大利、德国、比利时、荷兰、瑞士等国考察教育。
1929年归国，曾任南京国立中央大学教授，北平天主教辅仁大学教授、教育学院院长。1942年，任中国国民党北平市党部委员。1946年，任制宪国民大会代表、中国国民党北平市党部执行委员、北平市参议会参议员。1947年，任国民政府立法院第四届立法委员。1948年到美国考察教育。
中华人民共和国成立后，回到中国，历任天主教辅仁大学、北京师范大学、内蒙古师范学院教授。1980年，获聘为北京市文史研究馆馆员。1982年，转任北京市人民政府参事。1987年1月4日，张怀在北京逝世。